# Chontal-maya
Chontal-maya, eller yokot'an, är ett hotat mayaspråk som talas i delstaten Tabasco, Mexiko. Enligt Mexikos folkräkning 2010 hade språket 36 810 talare. Namnet "chontal" kommer ursprungligen från aztekiska ordet chontalli och betyder "främling". Talarna själv använder namnet yokot'an som betyder "korrekta språket"..
Chontal delas i tre huvuddialekter: Buena Vista, Miramar och Tamulté de las Sabánas.
Språket skrivs med latinska alfabetet.

## Fonologia

### Konsonanter
|             | Labial | Dental | Alveolar | Palatal | Velar | Glottal |
| ----------- | ------ | ------ | -------- | ------- | ----- | ------- |
| Klusil      | p \| b | t \| d |          |         | k     | ʔ       |
| Affrikat    |        |        | ts       | ʧ       |       |         |
| Ejektiv     | p'     | t'     | ts'      | ʧ'      | k'    |         |
| Frikativ    |        |        | s        | ʃ       |       | h       |
| Nasal       | m      |        | n        |         |       |         |
| Tremulant   |        |        | r        |         |       |         |
| Lateral     |        |        | l        |         |       |         |
| Approximant | w      |        |          | j       |       |         |

Källa:

### Vokaler
|            | Främre | Central | Bakre |
| ---------- | ------ | ------- | ----- |
| Sluten     | i      | ɨ       | u     |
| Halvsluten | e      |         | o     |
| Öppen      |        | a       |       |

Källa: